# Stolac
Stolac – miasto w Bośni i Hercegowinie, w Federacji Bośni i Hercegowiny, w kantonie hercegowińsko-neretwiańskim, siedziba gminy Stolac. W 2013 roku liczyło 3816 mieszkańców, z czego większość stanowili Boszniacy.

## Geografia
Jest położone w południowej części Hercegowiny nad rzeką Bregavą, dopływem Neretwy. Na południe od miasta przebiega granica Federacji Bośni i Hercegowiny z Republiką Serbską. Na zachód od miasta rozciąga się płaskowyż Dubravska visoravan.

## Historia

Stolac za czasów austro-węgierskich

Stolac został zbudowany nieopodal średniowiecznej twierdzy Vidovski. W okolicy odnaleziono pozostałości iliryjskiej osady Daorson. Przez wieki stanowił ważny ośrodek kulturalny. Zaczął rozwijać się pod koniec XV wieku. W tym czasie powstał miejski hammam, harem i wieża zegarowa. W 1519 roku w Stolacu wzniesiono jeden z pierwszych meczetów na terenie dzisiejszej Bośni i Hercegowiny. W XVIII wieku Stolac był centrum handlowym i rzemieślniczym. W trakcie wojny w Bośni i Hercegowinie miasto było areną zaciętych walk pomiędzy oddziałami chorwackimi i muzułmańskimi. W ich wyniku zniszczeniu uległy wszystkie meczety oraz cerkiew prawosławna. Niewielu Boszniaków powróciło do miasta po zakończeniu wojny. W 2001 roku rozpoczęła się rekonstrukcja zniszczonych zabytków.
Według spisu z 2013 roku w mieście dominują Boszniacy, natomiast w gminie Chorwaci.

## Galeria

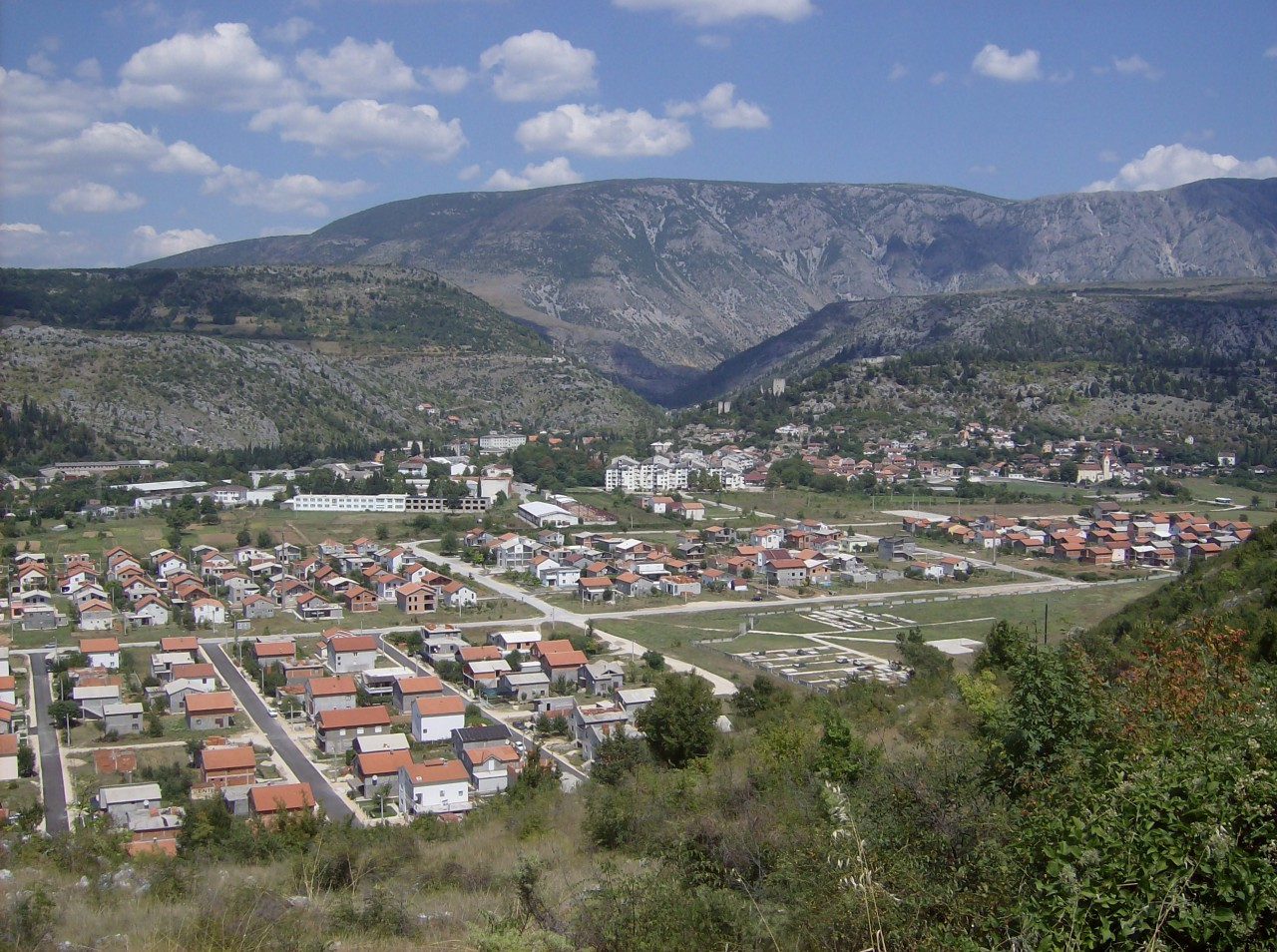
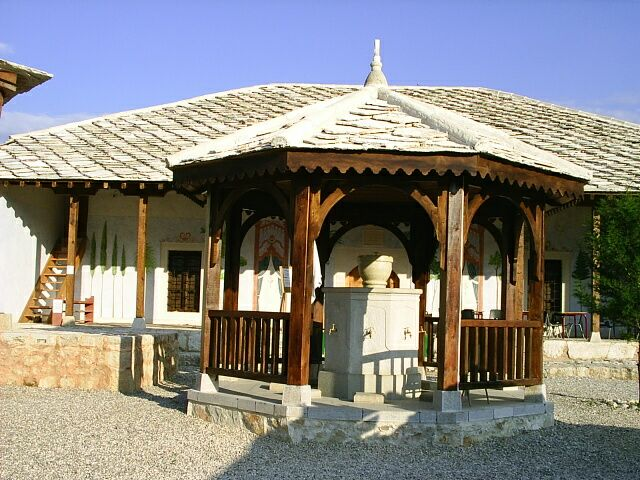
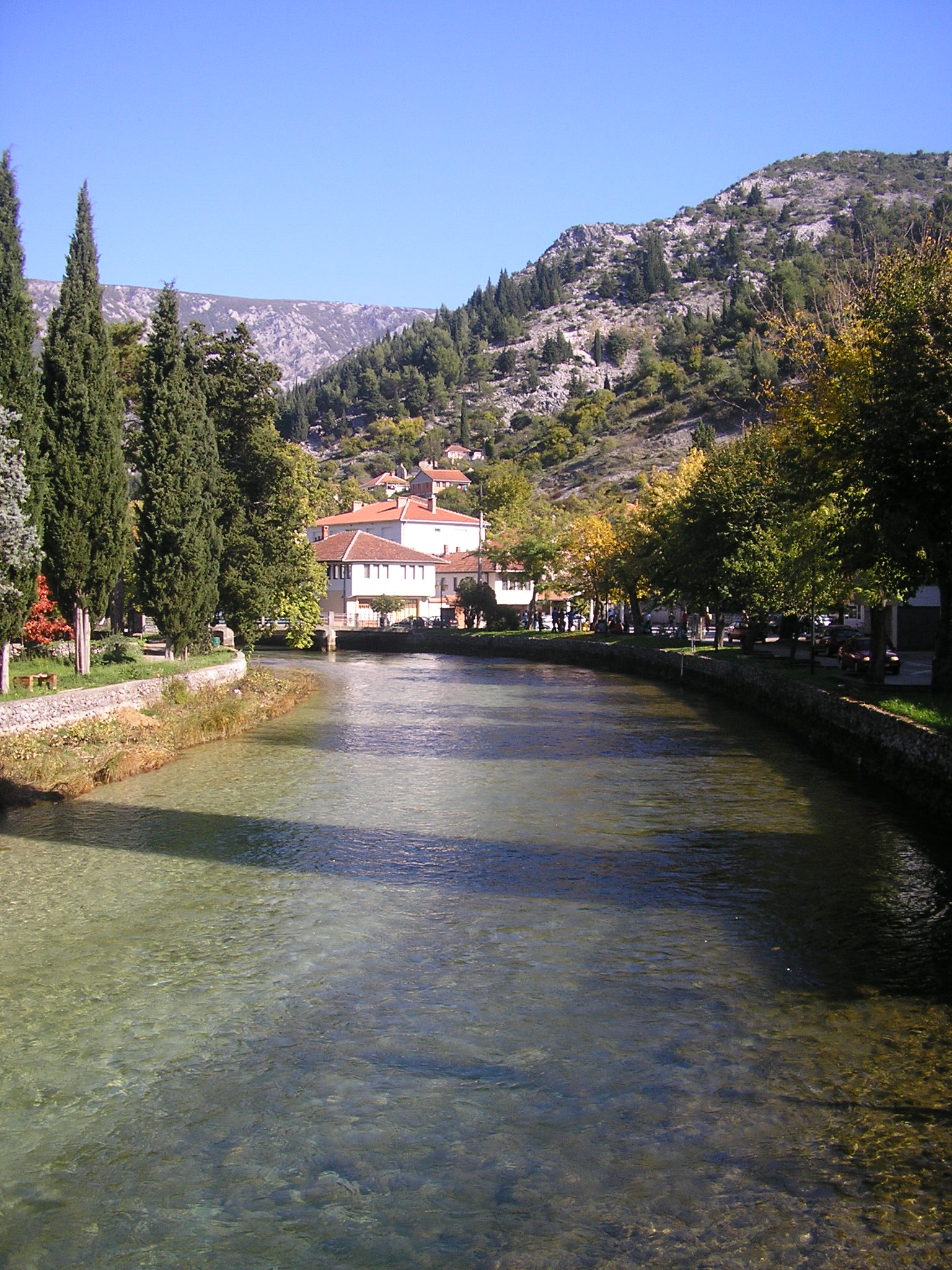
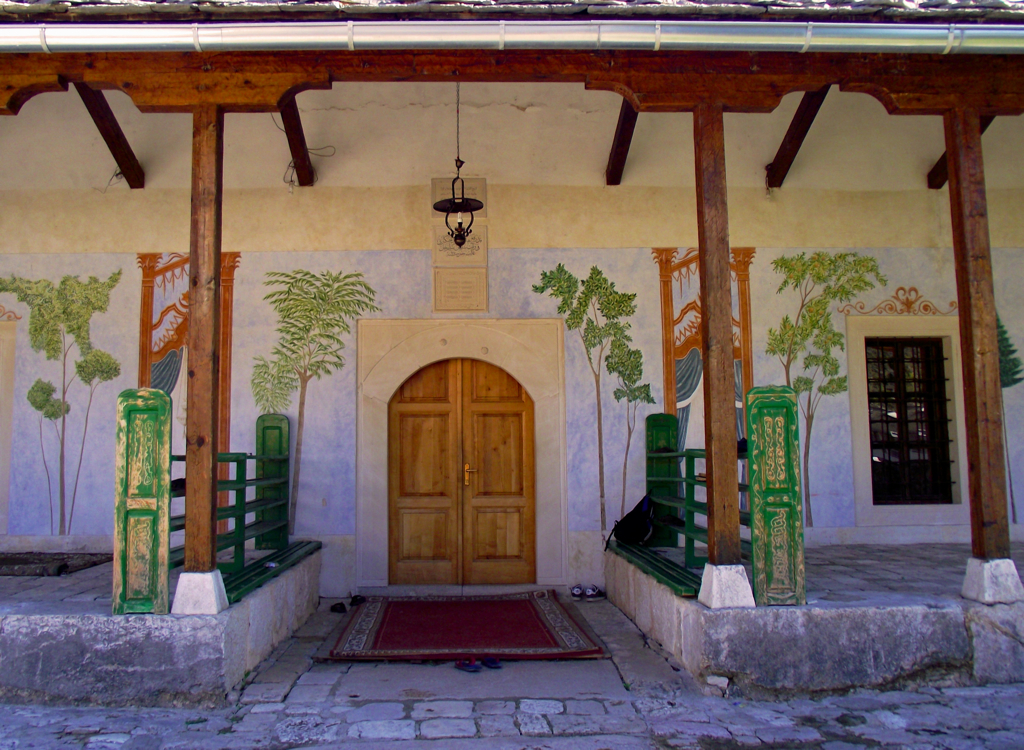